# Parker (Idaho)
Pour les articles homonymes, voir Parker.
Parker est une ville américaine située dans le comté de Fremont en Idaho.
Selon le recensement de 2010, Parker compte 305 habitants. La municipalité s'étend alors sur 0,35 mille carré (0,91 km2).